# Liste der Kulturdenkmäler in Buchenau (Eiterfeld)
Die folgende Liste enthält die in der Denkmaltopographie ausgewiesenen Kulturdenkmäler auf dem Gebiet des Ortsteils Buchenau der Gemeinde Eiterfeld, Landkreis Fulda, Hessen.
Hinweis: Die Reihenfolge der Denkmäler in dieser Liste orientiert sich an der Anschrift, alternativ ist sie auch nach der Bezeichnung, der vom Landesamt für Denkmalpflege vergebenen Nummer oder der Bauzeit sortierbar.
Kulturdenkmäler werden fortlaufend im Denkmalverzeichnis des Landes Hessen durch das Landesamt für Denkmalpflege Hessen auf Basis des Hessischen Denkmalschutzgesetzes (HDSchG) geführt. Die Schutzwürdigkeit eines Kulturdenkmals hängt nicht von der Eintragung in das Denkmalverzeichnis des Landes Hessen oder der Veröffentlichung in der Denkmaltopographie ab.

Das Vorhandensein oder Fehlen eines Objekts in dieser Liste ist keine rechtsverbindliche Auskunft darüber, ob es Kulturdenkmal ist oder nicht: Diese Liste entspricht möglicherweise nicht dem aktuellen Stand der offiziellen Denkmaltopographie. Diese ist für Hessen in den entsprechenden Bänden der Denkmaltopographie Bundesrepublik Deutschland und im Internet unter DenkXweb – Kulturdenkmäler in Hessen einsehbar. Auch diese Quellen sind, obwohl sie durch das Landesamt für Denkmalpflege Hessen aktualisiert werden, nicht immer aktuell, da es im Denkmalbestand immer wieder Änderungen gibt.
Eine verbindliche Auskunft erteilt allein das Landesamt für Denkmalpflege Hessen.
Nutze diese Kartenansicht, um Koordinaten in der Liste zu setzen. In dieser Kartenansicht sind Kulturdenkmale ohne Koordinaten mit einem roten bzw. orangen Marker dargestellt und können in der Karte gesetzt werden. Kulturdenkmale ohne Bild sind mit einem blauen bzw. roten Marker gekennzeichnet, Kulturdenkmale mit Bild mit einem grünen bzw. orangen Marker.
| Bild                        | Bezeichnung                             | Lage                                                              | Beschreibung | Bauzeit                                       | Objekt-Nr. |
| --------------------------- | --------------------------------------- | ----------------------------------------------------------------- | --- | --------------------------------------------- | ---------- |
| Bild gesucht BW             | Ehemalige Bernhardsmühle                | An der Bernhardsmühle 36 LageFlur: 3, Flurstück: 58/7             | Langgestrecktes Fachwerkhaus. | Um 1800, vermutet.                            | 37372 DDB  |
| Bild gesucht BW             | Hofreite                                | Buchenauer Straße 2 LageFlur: 10, Flurstück: 58                   | Im Weiler Branders stehende Hofanlage. | Nach 1750 Wohnhaus, 1768 Scheune (Inschrift). | 37387 DDB  |
| Bild gesucht BW             | Katholische Kirche                      | Glasbachstraße 7 LageFlur: 1, Flurstück: 17                       | Schlichter Putzbau in neobarocken Formen. | 1912/14                                       | 37373 DDB  |
| Bild gesucht BW             | Sachgesamtheit Hermann-Lietz-Straße 2–4 | Hermann-Lietz-Straße 2/4 LageFlur: 1, Flurstück: 66/3, 66/4, 66/5 | |                                               | 37371 DDB  |
| Bild gesucht BW             | Fachwerkhaus                            | Hermann-Lietz-Straße 3 LageFlur: 2, Flurstück: 12                 | Kleines zweistöckiges Fachwerkhaus. | Um 1750, vermutet.                            | 37374 DDB  |
| Bild gesucht BW             | Fachwerk-Doppelhaus                     | Hermann-Lietz-Straße 7 LageFlur: 2, Flurstück: 8/1                | Zweistöckiges giebelständige Gebäude ist weitgehend verputzt. | Um 1700, vermutet.                            | 37375 DDB  |
| Bild gesucht BW             | Fachwerkhaus                            | Hermann-Lietz-Straße 8 LageFlur: 1, Flurstück: 68                 | Zweistöckiges giebelständiges Fachwerkhaus mit einer qualitätvollen Figuration und einem Fußstrebenfries unterhalb des Brustriegels im Obergeschoss der Giebelseite. | Ende des 17. Jahrhunderts.                    | 37376 DDB  |
| Bild gesucht BW             | Fachwerkhaus                            | Hermann-Lietz-Straße 9 LageFlur: 2, Flurstück: 6/3                | Zweistöckiges Fachwerkhaus auf mittelhohem Bruchsteinsockel. | Entstehungszeit spätes 17. Jahrhundert.       | 37377 DDB  |
| Generalshaus (rechte Seite) | Generalshaus                            | Hermann-Lietz-Straße 10/16 LageFlur: 1, Flurstück: 81/10          | Repräsentativer Fachwerkbau auf talseitig mehrere Meter hohem Bruchsteinsockel.                                                                                      | Kern um 1550 (Inschrift)                      | 37378 DDB  |
| weitere Bilder              | Schloss, Brunnengehäuse                 | Hermann-Lietz-Straße 13 LageFlur: 2, Flurstück: 5/1               | Zweiflügeliges Schloss mit großem Innenhof und hinten liegendem Parkgelände.                                                                                         | 1611/18                                       | 37379 DDB  |
| Bild gesucht BW             | Fachwerkhaus                            | Hermann-Lietz-Straße 18 LageFlur: 2, Flurstück: 1/5               | Kleines zweistöckiges Gebäude auf mittelhohem Bruchsteinsockel. | Vor 1850                                      | 37380 DDB  |
| Bild gesucht BW             | Fachwerkhaus                            | Hersfelder Straße 11 LageFlur: 2, Flurstück: 46/1                 | Kleines zweistöckiges Fachwerkhaus. | Um 1800                                       | 37381 DDB  |
| Bild gesucht BW             | Fachwerkhaus, ehemalige Schlossmühle    | Hopfengarten 2 LageFlur: 2, Flurstück: 84                         | An der Eitra gelegene ehemalige Schlossmühle. | 1672                                          | 37382 DDB  |
| Bild gesucht BW             | Fachwerkhaus                            | Kirchweg 2 LageFlur: 2, Flurstück: 24/1                           | Zweistöckiges Fachwerkhaus auf talseitig hohem Quadersockel. | Beginn des 19. Jahrhunderts vermutet.         | 37383 DDB  |
| Bild gesucht BW             | Fachwerkhaus                            | Kirchweg 4 LageFlur: 2, Flurstück: 23                             | Fachwerkhaus auf talseitig hohem Bruchsteinsockel. | Vor 1850, vermutet.                           | 37384 DDB  |
| Bild gesucht BW             | Fachwerkhaus                            | Kirchweg 13 LageFlur: 2, Flurstück: 33/2                          | | Um 1700, vermutet.                            | 37385 DDB  |
| weitere Bilder              | Evangelische Kirche                     | Kirchweg 17 LageFlur: 2, Flurstück: 38/5                          | Rechteckbau mit gedrungenem Chorturm. | 1568/73                                       | 37386 DDB  |